# سیارک ۲۲۹۳۲
سیارک ۲۲۹۳۲ (به انگلیسی: 22932 Orenbrecher، نامگذاری:1999TU136) بیست و دو هزار و نهصد و سی و دومین سیارک کشف شده‌است که در ۶ اکتبر ۱۹۹۹ کشف شد.
قدر مطلق سیارک برابر ۹.۳ است.